# Pie plano
Pie plano (también conocido como pes planus o arcos vencidos) es un término de uso común que refiere a una enfermedad caracterizada por el colapso del arco del pie, ocasionando que toda (o casi toda) la superficie de la planta tenga contacto con el suelo. Se estima que un 20 % de la población mundial no presenta desarrollo del arco en un pie o en ambos pies. Es importante mencionar que tener pies planos no implica una disminución en la velocidad de desplazamiento, ni tampoco afecta el reflejo plantar.

## Pie plano en niños
Es común que los niños tengan «pies planos», especialmente a causa de la «grasa de bebé» que enmascara el arco que se está desarrollando y también porque el arco no ha tenido tiempo para desarrollarse por completo, esto es desde que nace hasta los 3-4 años de edad. El arco en los humanos se desarrolla durante la infancia y primera niñez como parte de los procesos de crecimiento normales de músculos, tendones, ligamentos y huesos. La ejercitación del pie mediante ejercicios específicos, como andar de puntitas y andar descalzo en terreno irregular, arena, pasto, puede facilitar la formación de los arcos durante la niñez, proceso que generalmente se manifiesta entre los cuatro y seis años de edad. Niños con arcos planos muchas veces desarrollan arcos normales durante su crecimiento, adolescencia y adultez temprana.
Debido a que es muy improbable que los niños puedan sospechar o identificar que tienen pies planos, es una buena idea que los padres u otros adultos responsables verifiquen cómo tienen los arcos de los pies. Además de la inspección visual, los padres deben prestar atención si un niño comienza a caminar en forma extraña, por ejemplo apoyado sobre los cantos exteriores de los pies, o que al correr se caen bastante porque chocan sus rodillas, cómo se comporta durante caminatas prolongadas, durante las cuales por lo general el niño manifiesta cansancio y dolor.
Los niños que se quejan por dolores en los músculos de la pantorrilla o en la zona del pie, pueden estar desarrollando o tener pie plano. También se puede experimentar dolor o malestar en la zona de la articulación de la rodilla. Un estudio aleatorio realizado recientemente no arrojó resultados concluyentes con respecto a la eficacia del tratamiento del pie plano en niños mediante el uso de insertos de zapatos recetados u otros dispositivos ortopédicos estándar.

### Tratamiento
El pie plano tiene diferentes tipos de tratamiento y depende de la etiología, la edad, las características de la deformidad, la presencia de patologías asociadas en los miembros inferiores y otras. Y el mismo puede ser conservador o quirúrgico.
El andar descalzo, especialmente sobre terrenos tales como la arena de la playa en la cual los músculos de la planta del pie son ejercitados, es bueno para casi todos los casos excepto aquellos casos de pie plano extremo, o aquellos que tengan dolencias relacionadas tales como fascitis plantar. Un estudio realizado en la India con un gran grupo de niños que habían desarrollado el arco del pie utilizando zapatos y otros que habían crecido circulando descalzos, concluyó que los arcos longitudinales de los descalzos eran en general más fuertes y más elevados, y que el pie plano era menos difundido en niños que habían crecido utilizando sandalias que en aquellos que habían crecido utilizando zapatos cerrados.
Las molestias ocasionadas por el pie plano, se pueden mitigar mediante el uso de plantillas en los zapatos, las cuales pueden ser rígidas (insert foot), o suaves de diversos materiales como el eva, pelitte, piel, etc. El pie plano puede ser producido por causas genéticas. Es importante recalcar que los padres pueden evitar este u otros problemas de los pies de los pequeños, llevándolos a consulta con el Podólogo, el cual está capacitado para dar tratamiento a esta patología.

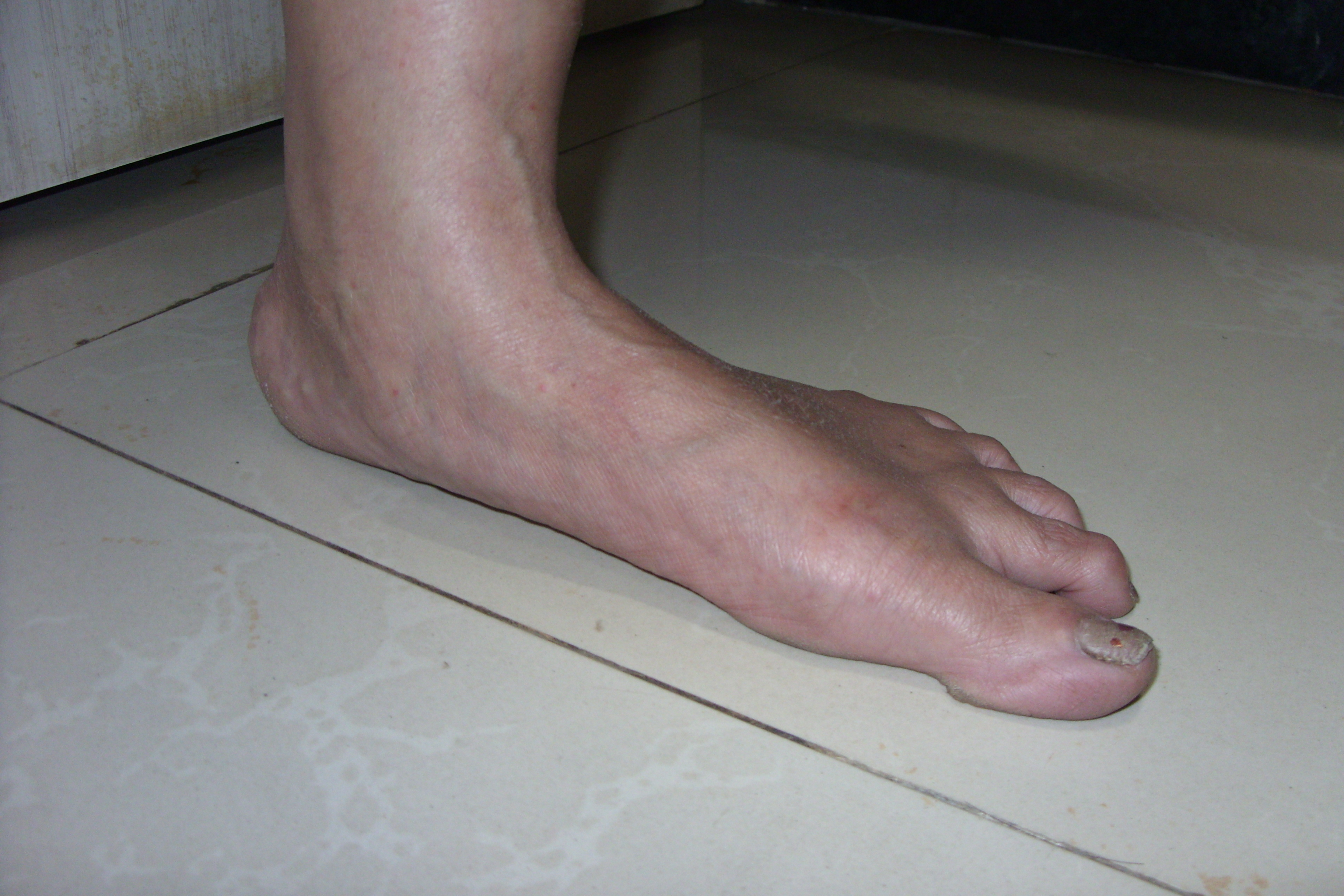
Pie plano en una mujer de 55 años con artritis de rodilla y tobillo.

## Pie plano en adultos
El pie plano también puede desarrollarse en adultos como consecuencia de heridas, enfermedades, o esfuerzos inusuales o prolongados sobre el pie, inconvenientes en la biomecánica, o como parte de procesos normales de envejecimiento. El pie plano también puede desarrollarse en embarazadas como consecuencia de cambios temporales, producto de aumento en los niveles de elastina (elasticidad) durante el embarazo. Sin embargo, si se desarrolla durante la adultez, el pie plano permanecerá plano en forma permanente.
Si un joven o adulto parece tener pie plano mientras se encuentra parado con todo el peso cargado sobre sus plantas, pero aparece un arco cuando la persona se flexiona (se para en las puntas de pie o retrae los dedos de los pies hacia atrás con el resto de la planta del pie sobre el suelo), a esta situación se la denomina pie plano flexible. Este no es un caso de arco colapsado real, ya que el arco medial longitudinal todavía está presente y el mecanismo windlass aún se encuentra operativo; esta situación en realidad se origina en una pronación excesiva del pie hacia adentro, aunque el término 'pie plano' aún es aplicable ya que es un término de naturaleza genérica. El entrenamiento muscular del pie, aunque es generalmente útil, en la mayoría de los casos no produce en los adultos un aumento de la altura del arco, ya que los músculos del pie humano son tan cortos que el ejercicio en general no es efectivo, independientemente de la cantidad o variedad. Sin embargo, mientras el pie se encuentre aún en crecimiento, puede ser posible desarrollar un arco.